# Бурдаков, Валерий Павлович
Валерий Павлович Бурдаков (25 июня 1934 — 22 апреля 2014) — советский и российский учёный в области авиационно-космического машиностроения и энергетики.

## Образование и деятельность
В 1959 году окончил Московский авиационный институт.
Доктор технических наук (1979 год), профессор (1984 год), Заслуженный деятель науки Российской Федерации (2003 год).
Ветеран труда РКК «Энергия» (1959—1990).
Основные труды по тяговой и газодинамической эффективности, проектированию и научному обоснованию параметров объектов авиационно-космического машиностроения (Р-7 в модификации гагаринской ракеты «Восток» и её последующих вариантов, Р-9, комплекс из 15 газодинамических моделей двигательных установок (ДУ) и математическая теория моделирования и расчёта термогазодинамических процессов в ДУ, ракете-носителе (РН) «Энергия». 
Проектирование орбитального корабля «Буран» и средств авиационной транспортировки тонкостенных баков РН «Энергия» на самолётах «Атлант» и «Мрия».
Проектирование многоразовых одноступенчатых носителей, космических солнечных электростанций и экспедиционных комплексов для полётов на Луну и Марс с использованием атмосферы Земли и Марса).
Разработал Общую фрактально-кластерную теорию организмов и экоматермический метод (ЭМТ-метод) анализа машинных и биологических организмов, сочетающий достижения экономики, математики и термодинамики.
Президент международной ассоциации развития термодинамики и инженерных наук, 
член Президиума и руководитель научного отделения «Автоматизация и проектирование производственных процессов» Академии инженерных наук им. А. М. Прохорова, 
действительный член Академии космонавтики им. К. Э. Циолковского, 
член секций НТС Российского космического агентства, 
эксперт космического кластера инновационного фонда Сколково, 
профессор МАИ.

## Семья
Был женат, есть сын и дочь.

## Из библиографии
- Физические проблемы космической тяговой энергетики / В. П. Бурдаков, Ю. И. Данилов. — Москва : Атомиздат, 1969. — 400 с. : ил.; 22 см.
- Внешние ресурсы и космонавтика / В. П. Бурдаков, Ю. И. Данилов. — Москва : Атомиздат, 1976. — 551 с. : ил.; 22 см.
- Эффективность жизни : Введ. в экоматермику / В. П. Бурдаков. — М. : Энергоатомиздат, 1997. — 302,[1] с. : ил.; 21 см; ISBN 5-283-03413-5

### Пособия для вузов
- Физические основы космонавтики. Физика космоса : [Для авиац. специальностей вузов] / В. П. Бурдаков, Ф. Ю. Зигель. — Москва : Атомиздат, 1975. — 231 с. : ил.; 22 см.
- Основы неравновесной термодинамики : Учеб. пособие / В. П. Бурдаков; Моск. авиац. ин-т им. Серго Орджоникидзе. — М. : Изд-во МАИ, 1989. — 90 с. : ил.; 20 см; ISBN 5-7035-0060-5
- Авиационная и ракетно-космическая теплотехника. Введение в специальность : учебное пособие / В. П. Бурдаков ; Мин-во общего и проф. обр. Рос. Фед. Московский государственный авиационный институт (Технический университет). — Москва : Изд-во МАИ, 1998. — 96 с. : ил.; 20 см; ISBN 5-7035-1378-2
- Основы биологической термодинамики : учеб. пособие для студентов вузов, обучающихся по специальности 131500 Авиац. и ракет.-косм. теплотехника / В. П. Бурдаков ; Минобрнауки РФ, Моск. авиац. ин-т (гос. техн. ун-т). — М. : Изд-во МАИ, 2004 (Тип. Изд-ва). — 131 с. : ил., табл.; 21 см; ISBN 5-7035-1454-1
- Термодинамика : учеб. пос. для студ. высш. учеб. завед. РФ, … по направлению подгот. дипломир. спец-та 160300 «Двигатели летательных аппаратов» и спец-ти 160304 «Авиационная и ракетно-космическая теплотехника» : [в 2 ч.] / В. П. Бурдаков и др. — Москва : Дрофа, 2009. — 22 см. — (Высшее образование. Современный учебник).
  - Ч. 1: Основной курс. — 2009. — 479 с. : ил., табл.; ISBN 978-5-358-06031-9
  - Ч. 2: Специальный курс. — 2009. — 361 с. : ил., табл.; ISBN 978-5-358-06140-8

### Пособия для школьников
- Профессиональное самоопределение школьников Москвы. Топливно-энергетический комплекс : учеб. пос. для учащ. 9-11 классов / В. П. Бурдаков. — Москва : Академия, 2012. — 238, [1] с. : ил., цв. ил., портр., табл.; 25 см. — (Профессиональная ориентация).; ISBN 978-5-7695-8813-6

### Научно-популярные
- Ракеты будущего / В. П. Бурдаков, Ю. И. Данилов. — М. : Атомиздат, 1980. — 157 с. : ил.; 16 см.
  - Ракеты будущего / В. П. Бурдаков, Ю. И. Данилов. — 2-е изд., перераб. и доп. — М. : Энергоатомиздат, 1991. — 174 с. : ил.; 20 см. — (Науч.-попул. б-ка школьника. НПБШ).; ISBN 5-283-03883-1
- Электроэнергия из космоса / В. П. Бурдаков. — М. : Энергоатомиздат, 1991. — 151,[1] с. : ил.; 21 см; ISBN 5-283-01088-0

### Летописи естествознания
- Профессор МАИ Юрий Иванович Данилов / В. П. Бурдаков; М-во образования Рос. Федерации. Моск. авиац. ин-т (гос. техн. ун-т). — М. : Изд-во МАИ, 2002. — 60 с. : ил., портр.; 20 см; ISBN 5-7035-2343-5
- Академики С. П. Королёв и Б. С. Стечкин / В. П. Бурдаков. — Москва : Дрофа, 2011. — 234, [1] с., [16] л. ил., портр., факс. : ил.; 22 см; ISBN 978-5-358-03600-0
- Научное наследие Ф. А. Цандера: история и современность : материалы Всероссийской научно-практической конференции, Кисловодск, 22-26 октября 2012 г. / М-во культуры Ставропольского края, Ассоц. музеев космонавтики России, Кисловодский историко-краеведческий музей «Крепость»; [науч. ред.: Бурдаков В. П.]. — Кисловодск : Северо-Кавказское изд-во МИЛ, 2013. — 172 с. : ил., портр., табл.; 21 см; ISBN 978-5-89421-04-0 : 50 экз.